# قيم اليابان
قيم اليابان هي معتقدات ومُثُل اجتماعية تخص الثقافة اليابانية. لمبداء هونيه وتاتيماي (أي الفرق بين ما يشعر به الفرد وما يقوم به بالمجتمع) أسمى أهمية في الثقافة اليابانية.

## التعاطف والعلاقات الإنسانية
بحسب الأساطير اليابانية، فإن لآلهتهم أحاسيس إنسانية مثل الحب والغضب. ففي قصصهم، يتم جزاء بالخيرا كل عمل يمثل التعامل الإيجابي مع الآخرين كما يُمثل التعاطف (أي تحديد نفسية الفرد بحسب الآخرين) قيمة إنسانية ثمينة. بالمقابل، يدان كل عمل فرداني أو لا إجتماعي. وكل سلوك مؤذي يؤدي إلى نبذ الفرد.
يتم تربية الفرد الياباني منذ نعومة أظفاره بأن القيمة الفردية وتحقيق الذات يتم عبر التواصل اللصيق مع الأخرين. كما يتم تربيتهم على أنهم أفراد لمجتمع مترابط ومتراص، بداية بالعائلة، ثم تتوسع لتشمل للجماعات الأكبر مثل أبناء الديرة، زملائهم في المدرسة والملعب، ثم المجتمع وأماكن العمل. فالاعتماد على الآخرين من أساسيات شروط الحياة الإنسانية. تصبح هذه الالتزامات المجتمعية (ويسميه اليابانيون «جيري»)سلبية في حالة واحدة وهي عندما تصبح عبء ثقيل ويصعب على الفرد تحمله مما يؤدي لنتائج سيئة، مثل الانتحار التي هي من المواضيع الشائعة في التاريخ الياباني وثقافته. ومع بدايات القرن الواحد والعشرين، أصبحت البلطجة منتشرا ومدعاة للاهتمام.
من ناحية العلاقات الإنسانية، يتجنب الياباني المواجهات المنافسات المفتوحة. فالعمل مع الآخرين يتطلب لجم النفس، لكنه بنفس الوقت، مدعاة للفخر لما يقدمه للمجتمع وما يحمله من الأمان العاطفي وتحديد للهوية المجتمعية. تتطلب «الوا» (和، أي التناغم المجتمعي)، مسلكا تعاونيا واعتبارا للدور المجتمعي. عندما يدرك الفرد التزاماته الشخصية ويتعاطف مع أوضاع الآخرين، فإنه يخلق وضعا يفيد المجموعة ككل. فالنجاح هو نتيجة القيام الجميع بالجهد الفردي. يتم أخذ القرارات بعد التشاور مع جميع أفراد المجموعة عن طريق التوافق. والتوافق لا يعني بالضرورة موافقة الجميع، إلا أن عملية التواصل والاطلاع على آراء جميع الأفراد وتبادل المعرفة يعزز الإحساس بالهوية المشتركة للمجموعة ويسهل تطبق القرارات. فالتعاون بين أفراد المجموعة يركز على فكرة منافسة المجموعة مع مجموعة أخرى منافسة في أكثر من مجال، مثل التنافس التربوي أو للحصول على مساهمة أكبر في السوق. ويعتمد على الرمزية، مثل اللباس الموحد أو الأعلام واليافطات والأغاني، للتفريق مع المنافسين الخارجيين ولتوثيق هوية المجموعة ذاتها. وتعتبر مشاركة الفرد بنشاطات المجموعة، الرسمية والغير رسمية، تعبيرا من قبل الفرد لاعتباره عضوا في المجموعة. فالإجتماعات بعد العمل (飲み会، نوميكاي) توفر فرصة للتواصل بين العمال وتبادل المعلومات والتخفيف من ضغوط العمل والاعتراف بشكل غير مباشر بالانتماء للمجموعة.
يتطلب العمل في المجموعات اليابانية إنشاء قنوات تواصل التي تشجع ترابطية المجموعة نفسها كما تفرقها عن المجموعات المنافسة. بخلاف العلاقات العابرة، مثل التعامل مع بائع الجرائد، فإن العلاقات المستديمة المديدة، مثل العمل في الأعمال أو الزواج أو الصداقة، تطلب الإستثمار بها بشكل عال وبرعاية شديدة لإنشاء والحفاظ على علاقات متينة. وتبدأ العلاقة عن طريق استغلال الروابط المجتمعية، مثل تعريف من قبل صديق أو زميل الذي يتوسط التعارف (仲人 ناكودو) ويسهل متطلبات التوافق بين الفرقاء وتمهيد الاختلافات.

## الغلاف العام: النظام والمنزلة
للكونفوشية تأثير على القيم اليابانية. ومن أهم المؤثرات هي التراتبية المجتمعية، أو ما يعرف بالغلاف العام، والتي تعتبر التراتبية قانون حياة طبيعي. هناك عوامل كثيرة تؤثر في ترابية المجتمع ومنزلة الفرد منها السن، الجنس، التحصيل العلمي، الانتماء الوظيفي والسمات الشخصية. وتحديد سماة الشخص تساعد في تحديد منزلته. لهذا، يتجنب الياباني في التعامل مع الغرباء وذلك لتفادي الوقوع في أخطاء التعامل مع الشخص الأخر. كما يتجنبون النظر مباشرة إلى أعين الأخرين مما يجعل الغربيين يخطئون في ترجمة هذا السلوك. لهذا، تعتبر بطاقة التعريف الشخصية من أنجع وسائل التعارف إذ أنها تعطي تعريف مبسط لمنزلة الفرد. وبخلاف عادات الغرب التي تحاول التخفيف من الفروقات المجتمعية، فإن اليابانيون يعتبرون جهل المستوى الإجتماعي من الأعمال الخرقاء. اليابانيون يستعملون الكثير من الكلمات والملحقات في تخاطبهم التي تستعمل بحسب منزلة المخاطب معه والتي تعبر عن درجة الإحترام التي يكنها المخاطب. وبالعادة، يعطي الياباني أهمية كبرى للشخص الأخر وهي من متطلبات التعاطف مع الأخرين.
للقيادة في المجتمع الياباني لا تعني فرض الأراء واتخاذ القرارات الصارمة بل تعتمد على الحساسية تجاه شعور الأخرين ومهارة في التواسط.

## الغلاف الخاص: الإهداف والشخصنة
المنزلة النسبية بحسب التراتبية والالتزام المجتمعي والانتماء هم فضائل عند اليابانيين لكن هذا لا يمنع الشخصنة، أي الاهتمام بالنفس الشخصية. بحسب بريان مورانأعالم الإنسانيات، فالمجنمع الياباني يقدر الشخصنة إذا ما كانت الفرد صادقا ويقوم بأعماله بإخلاص. لكن، في بعض الأحيان، تعتبر الشخصنة نوع من الأنانية الغير مستحبة مثل حالات إدعاء المرض لتفادي القيام بالالتزامات. وبخلاف المباديء الغربية، فالصراع بين الشخصنة والمصلحة العامة تذوب فيما بينهما في اليابان بشكل صحي والتي تحددها العلاقات مع الأخرين. فالياباني يتربى على مقاومة نزعات الشخصنة في مقابل الالتزام المجتمعي، وبحسب «ريشاور»، هذا دليل قوة شخصية التي تضع المصلحة العامة فوق المصلحة الشخصية. فالنضوج عند اليابانيين يعني التفكر الدائم بشعور وأفكار الأخرين والالتزام بالمعايير المجتمعية، وبنفس الوقت، البقاء مخلصا لشخصه.